# Darkcore
Darkcore ou darkside é um sub-gênero musical do jungle (que não deve ser confundido com as criações mais recentes do Hardcore) que se tornou popular no Reino Unido. Ele é reconhecido como sendo um dos precursores do gênero agora conhecido como drum and bass. Popular até os meados de 1992 e até 1993, o Darkcore era um movimento contra a happy hardcore, que também evoluiu a partir do breakbeat hardcore.

## Características
Darkcore é caracterizada por sons agressivos, muitas vezes breakbeats sincopados; linhas de baixo de baixa frequência; e uma forte batida four-on-the-floor, devido à sua origem como um sub-gênero do Hardcore. As faixas ficam geralmente entre 150 e 167 BPM, com 160 BPM sendo especialmente comum. Muitas faixas apresentam temas sombrios, tais como coros, notas sintetizadas, músicas tema de filmes de terror, ou gritos de socorro.
Como a evolução do estilo, o uso de elementos de terror foi descartado, já que os produtores dependiam mais de efeitos simples como reverberações, delay, pitch shifting e time-stretching para criar um humor caótico e sinistro. O uso de time-stretching característico em muitas faixas, dá uma sonoridade arranhada e qualidade metálica para algumas amostras, particularmente os breakbeats.

## Artistas notáveis
Muitos dos DJs britânicos de hardcore e jungle atuais se envolveram por um tempo com Darkcore, principalmente em torno de seu auge em 1993, mas alguns dos DJ mais notáveis e produtores de darkcore incluem:
- 4hero[8]
- Chaos & Julia Set
- Doc Scott
- Goldie
- Invisible Man
- Jack Smooth
- Micky Finn
- Q Project[2]
- DJ SS
- Skanna
- Top Buzz

## Lançamentos significativos
A coletânea Hard Leaders III - Enter The Darkside, lançada em 1993, contém muitas das músicas darkcore populares na época.

## Cena contemporânea
Hoje, o darkcore é usado para descrever toda uma gama de produtores de breakbeats e DJs que trabalham dentro da faixa de tempo de 160-190 BPM ou superior. Sua configuração atual, darkstep, é notavelmente diferente em qualidade e disponibilidade por possuir elementos modernos de bateria e de baixo.